# Шоймуш (комуна)
Шоймуш (рум. Șoimuș) — комуна у повіті Хунедоара в Румунії. До складу комуни входять такі села (дані про населення за 2002 рік):
- Бежан-Тирневіца (2 особи)
- Бежан (244 особи)
- Белата (414 осіб)
- Бохолт (347 осіб)
- Кеїнелу-де-Жос (143 особи)
- Кішкедага (374 особи)
- Пеуліш (262 особи)
- Сулігете (330 осіб)
- Форнедія (256 осіб)
- Шоймуш (1177 осіб) — адміністративний центр комуни

Комуна розташована на відстані 300 км на північний захід від Бухареста, 4 км на північ від Деви, 110 км на південний захід від Клуж-Напоки, 129 км на схід від Тімішоари.

## Населення
За даними перепису населення 2002 року у комуні проживали 3549 осіб.
Національний склад населення комуни:
| Національність | Кількість осіб | Відсоток |
| -------------- | -------------- | -------- |
| румуни         | 3462           | 97,5%    |
| угорці         | 68             | 1,9%     |
| цигани         | 12             | 0,3%     |
| німці          | 4              | 0,1%     |
| українці       | 1              | < 0,1%   |
| словаки        | 1              | < 0,1%   |
| італійці       | 1              | < 0,1%   |

Рідною мовою назвали:
| Мова       | Кількість осіб | Відсоток |
| ---------- | -------------- | -------- |
| румунська  | 3472           | 97,8%    |
| угорська   | 69             | 1,9%     |
| німецька   | 4              | 0,1%     |
| циганська  | 2              | 0,1%     |
| українська | 1              | < 0,1%   |
| словацька  | 1              | < 0,1%   |

Склад населення комуни за віросповіданням:
| Релігія        | Кількість осіб | Відсоток |
| -------------- | -------------- | -------- |
| православні    | 3365           | 94,8%    |
| римо-католики  | 47             | 1,3%     |
| п'ятдесятники  | 47             | 1,3%     |
| реформати      | 37             | 1,0%     |
| баптисти       | 36             | 1,0%     |
| греко-католики | 5              | 0,1%     |
| унітарії       | 4              | 0,1%     |
| бретрени       | 2              | 0,1%     |
| атеїсти        | 1              | < 0,1%   |